# Fengolo
Fengolo est une localité du nord de la Côte d'Ivoire, et appartenant au département de Madinani, dans la région du Kabadougou. La localité de Fengolo est un chef-lieu de commune.
Elle comporte une forêt classée d'une superficie de 188 ha.